# Kenan Erim
Kenan Tevfik Erim (Estambul, 13 de febrero de 1929-Ankara, 3 de noviembre de 1990) fue un arqueólogo turco. Desde 1961 hasta la fecha de su muerte, se dedicó a la excavación y estudio del yacimiento arqueológico de Afrodisias, ubicado en su país natal.
Hijo de diplomático, Erim se crio y educó en Ginebra, Suiza. Realizó estudios universitarios en los Estados Unidos. En 1953 obtuvo su licenciatura en arqueología clásica en la Universidad de Nueva York (NYU). En 1958 se doctoró en la Universidad de Princeton. 
A partir de ese año comenzó a trabajar para la NYU, convirtiéndose en profesor titular en 1971. En 1987 publicó el libro Aphrodisias: City of Venus Aphrodite.
En la actualidad, la Universidad de Nueva York todavía supervisa las excavaciones de Afrodisias. Kenan Erim está enterrado en el lugar al que le dedicó su labor de investigación.